# Santa Casa de Misericórdia de Olinda
A Santa Casa de Misericórdia de Olinda foi uma instituição hospitalar da cidade de Olinda, no estado brasileiro de Pernambuco. Foi o primeiro hospital do Brasil.
Inaugurada no ano de 1540, funcionou em prédio anexo à Igreja da Misericórdia. Sua dissolução ocorreu em 1860, quando da incorporação à Santa Casa de Misericórdia do Recife. A Irmandade da Santa Casa de Misericórdia de Olinda foi a primeira confraria criada no Brasil, por volta de meados de 1539.

## História
A Irmandade da Santa Casa de Misericórdia de Olinda surgiu ainda no período colonial, em 1539. No ano seguinte já funcionava, na então sede da Capitania de Pernambuco, o primeiro hospital do Brasil, destinado a atender os enfermos dos navios dos portos e moradores das vilas e povoados. O estabelecimento funcionou ininterruptamente até a invasão holandesa, quando foi saqueado e incendiado. Chegou a ser parcialmente restaurado por Maurício de Nassau, mas só foi totalmente restabelecido após a expulsão dos batavos. A instituição foi extinta em 1860, com a criação da Santa Casa de Misericórdia do Recife.